# 353
Cette page concerne l'année 353  du calendrier julien. Pour l'année 353 av. J.-C., voir 353 av. J.-C. Pour le nombre 353, voir 353 (nombre).
L'année 353 est une année commune qui commence un vendredi.

## Événements
- 4 janvier, Chine : Murong Jun (en) se proclame empereur des Yan antérieur (fin en 370)[1].
- 22 avril : le calligraphe chinois Wang Xizhi convie quarante-et-un de ses amis lettrés à une fête de purification dans sa résidence du Pavillon des Orchidées, dans l'actuel Shaoxing ; après avoir bu du vin et récité des poèmes, les participants produisent en calligraphie courante La Préface rédigée au pavillon des Orchidées, sans doute l'un des textes le plus souvent copiés au monde[2].

- Été : Constantius Gallus est à Antioche[3]. En Asie mineure, les Isauriens, furieux que certains d’entre eux aient été capturé comme gladiateurs, se mettent à piller les navires qui font escale sur la côte de Pamphylie et bloquent Séleucie d'Isaurie[4]. Les Perses s’apprêtent à envahir la Mésopotamie tandis que les Saraceni lancent des raids[3].

- Juillet : Constance II, qui vient de franchir les Alpes au Montgenèvre, bat une seconde fois Magnence à Mons Seleucus[5]. Magnence s'enfuit en Gaule et se suicide le 10 août à Lugdunum (Lyon)[6]. Constance II devient seul empereur de l'Empire romain.
- 18 août : suicide de Decentius, frère et César de Magnence, à Sens[6].
- 6 septembre : Constance II entre à Lugdunum ; il s'attache à établir son pouvoir en envoyant ses agents dans les provinces dominés par Magnence. Paul dit Catena (la chaîne) terrorise la Bretagne. Son vicaire, Martinus, tente d'assassiner Paul, mais ayant échoué, retourne son arme contre lui[7].
- Septembre : les préparatifs du général perse Nohodares, chargé d'envahir la Mésopotamie, sont connus des Romains[3].
- Automne : famine à Antioche ; le César Constantius Gallus publie un édit abaissant le tarif des denrées. Les magistrats de la ville demandent la révision de l'édit. Gallus réagit en faisant mettre à mort les meneurs, et jette les autres décurions en prison (novembre-décembre)[3]. Ils n'ont la vie sauve qu’après l'intervention du comte d'Orient Honoratus[7].
- 10 octobre ou 8 novembre : Constance II célèbre ses tricennalia à Arles[8]. 
  - Le pape Libère envoie à Arles ses légats auprès de Constance pour lui demander de convoquer le concile prévu à Aquilée pour régler la division de l’Église. Constance convoque un synode à Arles, composé majoritairement d’évêques ariens, qui confirment la destitution d’Athanase d'Alexandrie[9].
- 23 novembre : loi adressée au préfet de Rome Naeratius Céréalis ordonnant l'abolition des sacrifices nocturnes permis par Magnence[10].

- Installation de moines bouddhistes sur le site des grottes de Mogao près de Dunhuang, au Gansu[11].

## Naissances en 353
- Paulin de Nole, poète et un ecclésiastique latin.

## Décès en 353
- 10 août : Magence, empereur romain.
- 18 août : Magnus Décentius, césar.